# 日向妙国寺

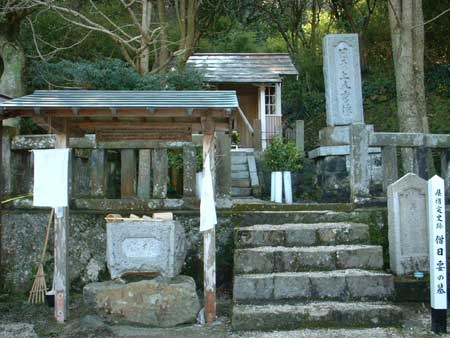
県指定史跡日要上人墓（本要寺跡）

日向妙国寺（ひゅうがみょうこくじ）は、宮崎県日向市細島にある日蓮宗の仏教寺院。山号は興福山。興統法縁。

## 歴史
開山は宰相阿闍梨日郷。第二祖は薩摩阿闍梨日叡。日叡は九州出身初の日蓮門下僧である。
細島港を臨む米ノ山には古くから密教系の山岳信仰がありその道場として明王堂があった。当時を偲ぶものとして鎌倉時代のものと思われる不動明王像と狛犬が現在も残っている。
高岡本永寺伝では鎌倉末期、日郷が細島にやってきて、当時の細島明王堂住持、薩摩法印を真言から法華に誘引し、細島明王堂（現妙国寺）、日知屋阿弥陀堂（現定善寺）、行縢大日堂（現本東寺）を法華堂に改めたとされている。
しかし、実際に日向の地にやってきたのは日郷ではなく鎌倉本国土妙寺（現京都山科本圀寺）の日能（朗門の九鳳日印の弟子）であった。
山号寺号は興尊受福山本国土妙寺を由来とする。檀信徒からは福を興す山として親しまれている。
- 1331年、朗門九鳳日印徒弟、日能が細島に上陸。（日蓮門下初の九州伝道）
- 1333年、薩摩法印は日能の教化を受け明王堂を法華堂に改める。同年、薩摩法印は富士大石寺百貫坊日仙の門下となる。
- 1334年、仙代問答により大石寺日道の門下となるが、1335年、教義解釈の相違により日道の下を離れ日郷の門下となり、名を日叡と改め日向に帰る。
- 1341年、日叡は再び保田妙本寺の日郷を訪れる。日郷から西国唱導師として九州開教の委嘱を受け日向に帰り、翌1342年細島法華堂を妙谷寺と号した。

江戸期に入ると細島港は南九州諸藩の参勤交代時の中継地として重要視され幕府直轄領（天領）になる。妙谷寺は幕府役人の宿泊施設として利用され、この頃から妙国寺と通称される。幕末には安井息軒が父の滄洲と共に妙国寺を参拝している。
- 1872年（明治5年）、この年成立した日蓮宗に帰属。
- 1874年（明治7年）、日蓮宗が日蓮宗一致派[2]と日蓮宗勝劣派に分かれる。妙国寺は日蓮宗勝劣派に帰属。
- 1876年（明治9年）、日蓮宗勝劣派が5派に分かれ、そのうち富士門流は日蓮宗興門派と称することになり（のちに本門宗と改称）、妙国寺は日蓮宗興門派に包括される。
- 1941年（昭和16年）、本門宗が日蓮宗[3]、顕本法華宗との三派合同により日蓮宗となり興統法縁会を結成。妙国寺は日蓮宗（興統法縁会）に所属。
- 1956年（昭和31年）、第37世中林日修により日蓮正宗に改宗する。
- 1957年（昭和32年）、日蓮正宗を離脱。単立宗教法人日蓮宗郷門派と称する。
- 1976年（昭和51年）、第38世黒木日慎により日蓮宗に復帰する。

日蓮宗復帰に小西法縁の協力があったため、九州では珍しく小西法縁法恩寺法脈に属している。
昭和20年代30年代の混乱により、日蓮真筆曼荼羅を始め先師曼荼羅、古文書等の寺宝を多く紛失したが、日郷真筆曼荼羅と日要真筆曼荼羅は紛失を免れ現存し寺宝となっている。

## 文化財等
- 妙国寺庭園（国の名勝）
- 日向市保存樹 夫婦いちょう（推定樹齢300年）
- 日郷真筆曼荼羅
- 日要真筆曼荼羅
- 伊東家持仏不動明王像

## 伝説
- 日要による伊東家怨霊の降伏
- 耳川の戦いにおける島津義久の戦勝祈願
- 幕末の志士、平野国臣の出家得度
- 西南戦争時、有栖川宮熾仁親王による参拝と庭園観覧
- 正岡子規参拝、庭園観覧

## 塔頭
廃寺になり現存していないが十二坊の支院があったと伝わる。十二支にちなみ慣用的に十二坊と言われるだけで実際に十二坊存在したわけではないと思われる。
しかし、現在も毎年旧暦の1月15日、日要ゆかりの行事の際「十二社参り」という伝統が残っているので、かつては十二坊存在していた可能性もある。

### 廃寺となった末寺
- 本要寺　所在地　細島八幡
- 日高寺　所在地　細島高々谷
- 本建寺　所在地　日知屋亀崎
- 蓮光坊　所在地詳細不明　細島庄手向、細島八坂
- 正受寺（松寿寺）所在地詳細不明　細島地蔵、細島清正、日知屋平野、日知屋梶木

### 現存している別院
塔頭ではないが妙国寺の別院として設立された寺院。
- 龍雲寺　所在地　児湯郡都農町
- 智浄寺　所在地　児湯郡川南町

## 行事
- 1月1日　　新年祝祷会
- 1月中旬　　大黒天・毘沙門天祭
- 2月節分　　星祭節分会
- 3月啓蟄　　水神祭読経会
- 3月春分　　八大龍王講　春季彼岸会
- 5月1日　　花祭り 鬼子母神大祭
- 8月2日　　施餓鬼会
- 8月15日　　盂蘭盆会　精霊流し
- 9月秋分　　八大龍王講　秋季彼岸会
- 11月1日　　おはぎ祭り（龍口法難会）
- 11月23日　お会式
- 12月31日　歳末水行会　浄焚式（お焚き上げ）

## 所在地
- 宮崎県日向市細島373